# Friedrich Kopp (Politiker)
Friedrich Kopp (* 1817 in Blaufelden; † 1873) war ein deutscher Politiker.
im Jahr 1829 zogen er und seine Familie nach Crailsheim, wo Kopp die Lateinschule besuchte. 1836 begann Friedrich sein Studium in Bergwissenschaften an der Eberhard Karls Universität Tübingen. Zwei Jahre später wechselte er jedoch zu einem Studium der Rechtswissenschaften. Während seiner Studienzeit war Kopp rebellisch und fiel deshalb immer wieder auf. Noch vor der Hochzeit mit seiner späteren Frau Charlotte Faber 1847 bekamen die beiden ein Kind. 
Anfang des Jahres 1847 kehrte er nach Crailsheim zurück und erlangte eine führende Position im Bürger- und Gewerbeverein. Bei der Revolution im März 1848 war Kopp eine Schlüsselperson, denn er führte ein politisches Leben, indem er revolutionäre Bewegungen führte und öffentliche Versammlungen organisierte. Außerdem half er, die Crailsheimer Forderungen an den württembergischen König im vorzubringen. Ein weiterer großer Schritt in der Revolution Crailsheims war seine Crailsheimer Revolutionszeitung. Schließlich wurde Kopp April 1848 in den Landtag gewählt. Die politische Aktivität von Kopp während dieser Zeit war hoch, da er mehrere Reden, insbesondere zu sozialen und wirtschaftlichen Fragen, hielt. Nach seiner Zeit in Stuttgart kehrte er 1849 nach Crailsheim zurück und setzte seine Arbeit an der Revolutionszeitung fort.

## Belege
1. ↑  Stadtarchiv Crailsheim: Crailsheimer Revolutionszeitungen. Abgerufen am 24. November 2023.

| Personendaten    | Personendaten       |
| ---------------- | ------------------- |
| NAME             | Kopp, Friedrich     |
| KURZBESCHREIBUNG | deutscher Politiker |
| GEBURTSDATUM     | 1817                |
| GEBURTSORT       | Blaufelden          |
| STERBEDATUM      | 1873                |